# Tom Wolfe
Thomas (Tom) Kennerly Wolfe (Richmond (Virginia), 2 maart 1930 - Manhattan, 14 mei 2018) was een Amerikaans auteur en journalist. Het verwerven of verliezen van sociale status is een belangrijk thema in zijn journalistiek en literair werk.
Wolfe was een van de grondleggers van New Journalism, een vorm van journalistiek die een mengeling is van gebruikelijke journalistieke methoden en de literaire methoden van de Beat Generation-schrijvers. Zijn essaybundel The Kandy-Kolored Tangerine-Flake Streamline Baby uit 1965 wordt gezien als een van de eerste voorbeelden van de New Journalism. Hij schreef over Amerikaanse subculturen zoals de hippiecultuur en het gebruik van lsd in de hippiecultuur. In zijn boek The Right Stuff beschrijft hij dan weer de geschiedenis van de Amerikaanse ruimtevaart, met veel aandacht voor de piloten die door de geluidsmuur vlogen en de eerste astronauten.
In 1987 verscheen zijn roman The Bonfire of the Vanities (Het vreugdevuur der ijdelheden). Deze roman is een satire op de sociale en raciale spanningen in het New York van de jaren 80. Deze roman is ook verfilmd.